# Chris Lewis
Chris Lewis (Auckland, 9 de Março de 1957) é um ex-tenista profissional neo-zelandês.

## Grand Slam finais

### Simples (1 vice)
| Resultado | Ano  | Campeonato | Piso  | Oponente     | Placar        |
| Vice      | 1983 | Wimbledon  | Grama | John McEnroe | 6–2, 6–2, 6–2 |

### ATP World Tour Masters 1000 finais
| Resultado | Ano  | Campeonato         | Piso | Oponente     | Placar   |
| Vice      | 1981 | Cincinnati Masters | Duro | John McEnroe | 6–3, 6–4 |

### Simples: 10 (3 títulos – 7 vices)
| Legenda (pre/pos 2009)                                          |
| Grand Slam (0–1)                                                |
| Tennis Masters Cup / ATP World Tour Finals (0–0)                |
| ATP Masters Series / ATP World Tour Masters 1000 (0–1)          |
| ATP International Series Gold / ATP World Tour 500 Series (0–0) |
| ATP International Series / ATP World Tour 250 Series (3–5)      |

| Títulos por Piso |
| Duro (1–2)       |
| Saibro (2–1)     |
| Grama (0–4)      |
| Carpete (0–0)    |

| Resultado | N. | Data             | Torneio                        | Piso     | Oponente                  | Placar                  |
| Vice      | 1. | 12 Dezembro 1977 | ATP de Adelaide, Austrália     | Grama    | Tim Gullikson             | 6–3, 4–6, 6–3, 2–6, 4–6 |
| Campeão   | 1. | 30 Julho 1978    | ATP de Kitzbuhel, Áustria      | Saibro   | Vladimir Zednik           | 6–1, 6–4, 6–0           |
| Vice      | 2. | 23 Março 1981    | Stuttgart Indoor, Alemanha     | Duro (I) | Ivan Lendl                | 3–6, 0–6, 7–6, 3–6      |
| Campeão   | 2. | 18 Maio 1981     | Munich, Alemanha               | Saibro   | Christophe Roger-Vasselin | 4–6, 6–2, 2–6, 6–1, 6–1 |
| Vice      | 3. | 17 Julho 1981    | Cincinnati, EUA                | Duro     | John McEnroe              | 3–6, 4–6                |
| Vice      | 4. | 5 Outubro 1981   | Brisbane, Australia            | Grama    | Mark Edmondson            | 6–7, 6–3, 4–6           |
| Vice      | 5. | 14 Dezembro 1981 | Sydney Outdoor, Austrália      | Grama    | Tim Wilkison              | 4–6, 6–7, 3–6           |
| Vice      | 6. | 27 Abril 1982    | Hilton Head, EUA               | Saibro   | Van Winitsky              | 4–6, 4–6                |
| Vice      | 7. | 20 Junho 1983    | Wimbledon, Londres             | Grama    | John McEnroe              | 2–6, 2–6, 2–6           |
| Campeão   | 3. | 7 Janeiro 1985   | ATP de Auckland, Nova Zelândia | Duro     | Wally Masur               | 7–5, 6–0, 2–6, 6–4      |